# Herea abdominalis
Herea abdominalis là một loài bướm đêm thuộc phân họ Arctiinae, họ Erebidae.